# Dichetal do chennaib cnâime
Le Dichetal do chennaib cnâime, dans la mythologie celtique irlandaise, est une incantation magique réservée aux druides.

## Interprétation
La signification de cette incantation est incertaine : ce « chanté de la prophétie » serait une improvisation.

## Sources et bibliographie
Récit mythologique :
- La Rafle des vaches de Cooley, récit celtique irlandais traduit de l'irlandais, présenté et annoté par Alain Deniel, L’Harmattan, Paris, 1997,  (ISBN 2-7384-5250-7).